# L'Atelier au crâne
L'Atelier au crâne est un tableau réalisé par le peintre français Georges Braque en 1938. Cette huile sur toile est une nature morte représentant notamment une palette, un vase, une guitare, une pipe et surtout un crâne humain, ce qui en fait une vanité. Elle est conservée dans une collection privée.

## Postérité
Le tableau fait partie des « 105 œuvres décisives de la peinture occidentale » constituant le musée imaginaire de Michel Butor.